# Wąkopy
Wąkopy – część wsi Ociesęki w Polsce, położona w województwie świętokrzyskim, w powiecie kieleckim, w gminie Raków.
W latach 1975–1998 Wąkopy administracyjnie należała do województwa kieleckiego.